# Strukturna kriza
Strukturna kriza je takvo stanje u gospodarstvu kada proizvodni kapaciteti i ponuda bitno nadmašuju potražnju. Strukturna kriza može pogoditi pojedini gospodarski subjekt, određenu gospodarsku granu, ili regiju, ali i može poprimiti i svjetske razmjere. U tom se slučaju govori o krizi hiperprodukcije. Osnovno obilježje strukturne krize je dugotrajan (strukturni) pad potražnje. 
Dugotrajni raspad potražnje može imati velik broj različitih uzroka, koji se međusobno potiču i ukupni efekt dalje raste. Tako uzroci mogu biti održavanje proizvodnih kapaciteta koji nadmašuju potrebe, uvođenje novih tehnologija, promijenjene potrošačke navike, zamjena postojećih proizvoda uvoznim jeftinijim i slično. 
Neophodna strukturna prilagođavanja većeg obujma u kriznim situacijama imaju daljnji povratni efekt na produbljavanje krize, a posebno na tržište rada. Dolazi do daljnjeg povećanja nezaposlenosti što dalje zaoštrava krizu i prenosi ju na druge gospodarske subjekte, proizvodne grane i sve veća gospodarska područja. U socijalnoj tržišnoj privredi je stoga najvažnija uloga države da u okvirima narodne privrede, koristeći se gospodarskim, financijskim i socijalnopolitičkim mjerama stvori uvjete da u uvjetima strukturnih prilagođavanja ne dođe do masovne nezaposlenosti kao i da pravovremeno prihvati i podupre ugroženo stanovništvo.
- Pogedati i kriza